# Aste (Kleindorf)
Koordinaten: 58° 23′ N, 22° 26′ O
Aste ist ein Dorf (estnisch küla) auf der größten estnischen Insel Saaremaa. Es gehört zur Landgemeinde Saaremaa (bis 2017: Landgemeinde Lääne-Saare) im Kreis Saare.
Das Dorf hat 194 Einwohner (Stand 1. Januar 2016). Seine Fläche beträgt 1,49 km².